# 人民軍 (ポーランド)

人民軍（ポーランド語: Armia Ludowa ['armȋa lu'dɔva] アールミヤ・ルドーヴァ、略号：AL）は、第二次世界大戦中にポーランド労働党（ポーランド語: Polska Partia Robotnicza、略称：PPR）により組織された共産主義パルチザンである。 
1944年1月1日、ドイツ占領下のポーランドでの抗戦でソビエト連邦軍の援護を行い、ソ連の共産主義政権をポーランドに設立するためヴワディスワフ・ゴムウカの国家全国評議会（ポーランド語: Krajowa Rada Narodowa、略称：KRN）の命令により設立した。

## 概要
1939年、ドイツによる占領の17日後、ソ連もポーランドに侵略した。ポーランド政権はロンドンに避難し、遠方から占領下ポーランドのポーランド地下国家代表者らに連絡をしていた。1943年、ソ連はロンドンのポーランド亡命政府との外交関係の交渉を破棄した。
戦時中、影響力のある共産主義者となったヴワディスワフ・ゴムウカは、1943年にポーランド労働者党（Polska Partia Robotnicza、PPR）の書記長となるが、ゴムウカのリーダーシップはソ連の意向に副わないため、ソ連のリーダーヨシフ・スターリンとラヴレンチー・ベリヤにより解雇され、その後ゴムウカは共産主義活動家やソ連派の組織となる国家全国評議会を設立した。
ポーランドの共産主義者は、ドイツ占領者に対抗するためパルチザンを結成し、自らの地下組織を結成した。この結成は、ドイツ勢力に対抗するソ連軍を援護し、そしてソ連の共産主義政権をポーランドに設立するためでもあった。1942年、人民警備隊(ポーランド語: Gwardia Ludowa、GL）（英:Gl, People's Guard) は設立され、en:National Armed Forcesと共にポーランドの地下国家構造に属する事を拒否した。この共産主義の地下軍隊レジスタンス組織の１つは国内軍の軍隊であった。
1944年1月1日、ドイツの占領下ポーランドでの抗戦でソ連軍の援護を行い、ソ連の共産主義政権をポーランドに設立するため国家全国評議会(波蘭:Krajowa Rada Narodowa, KRN) の命令によりポーランド人民軍は設立した。

### 抵抗運動
ドイツ支配下のポーランドでは、1944年1月1日、国家評議会(Krajowa Rada Narodowa、略号KRN)は、人民警備隊("Gwardia Ludowa"、略号GL)を人民軍に置き換えた。KRNは他の組織から志願者を得ようとしたが、うまくいかなかった。創設時の1944年7月において、その組織は約6～8千人の組織であり、そのうち6千人が活動しているパルチザンであった。

### 兵力
1944年7月21日、設立後7ヶ月、ALはUSSRのポーランド軍と統合され、ポーランド人民軍 (Ludowe Wojsko Polskie、略号LWP)となった。赤軍と共産党が背後にあるポーランド第1軍が1944年と1945年頭にポーランドを解放した後、ほとんどのALメンバーはポーランド第1軍に参加した。戦争が終了した後、メンバーのほとんどは、共産ポーランドの公安省の地位についた。そして、以前あった独立運動への迫害とソビエトによるポーランド支配を強制することに決定した。